# 维尔登费尔斯
维尔登费尔斯（德語：Wildenfels，發音：[ˈvɪldn̩ˌfɛls] ⓘ）是德国萨克森州茨维考县的城市，面积20.69平方千米，2023年12月31日人口为3,491人。